# Pige med perleørering (film)
 For alternative betydninger, se Pige med perleørering (flertydig). (Se også artikler, som begynder med Pige med perleørering)
Pige med perleørering (originaltitel Girl with a Pearl Earring) er en britisk film fra 2003, baseret på en roman af Tracy Chevalier, som fortæller historien om tilblivelsen af maleriet Pige med perleørering malet af det 17. århundredes hollandske maler Johannes Vermeer. Filmen er instrueret af Peter Webber med manuskript af Olivia Hetreed.

## Medvirkende
- Colin Firth som Johannes Vermeer
- Scarlett Johansson som Griet
- Tom Wilkinson som Pieter van Ruijven
- Judy Parfitt som Maria Thins
- Cillian Murphy som Pieter
- Essie Davis som Catharina Vermeer

## Udvalgte priser og nomineringer

### Priser
- 2003 – Dinard British Film Festival Audience Award til Peter Webber
- 2003 – Dinard British Film Festival Golden Hitchcock til Peter Webber
- 2003 – San Diego Film Critics Society Award for bedste fotografering (Eduardo Serra)
- 2003 – San Sebastián International Film Festival for bedste fotografering (Eduardo Serra)
- 2004 – Los Angeles Film Critics Association Award for bedste fotografering (Eduardo Serra)

### Nomineringer
- Oscar for bedste scenografi (Ben van Os)
- Oscar for bedste fotografering (Eduardo Serra)
- Oscar for bedste kostumer (Dien van Straalen)
- British Academy of Film and Television Arts: Bedste film, Bedste fotografering, Bedste kostumer, Bedste make-up, Bedste kvindelige hovedrolle, Bedste kvindelige birolle, Bedste scenografi, Bedste filmatisering.
- British Independent Film Awards: Bedste kvindelige hovedrolle (Scarlett Johansson)
- Chicago Film Critics Association Awards: Bedste fotografering (Eduardo Serra)
- Golden Globe: Bedste kvindelige skuespiller (Scarlett Johansson) og Bedste musik (Alexandre Desplat)
- London Critics Circle Film Awards: Bedste kvindelige hovedrolle (Scarlett Johansson)

## Soundtrack
Filmens soundtrack blev udgivet i 2004 og var komponeret af Alexandre Desplat.